# Vito Antonio Terioli
Vito Antonio Terioli, detto Tonino (Bari, 13 marzo 1908 – Bari, aprile 1997), è stato un calciatore, cestista, ginnasta, arbitro di pallacanestro e pallavolo, giudice sportivo, direttore tecnico e professore italiano.

## Biografia
Nasce a Bari, in una famiglia di imprenditori locali (il padre e lo zio sono padroni e gestori della ditta di fiammiferi "Fratelli Terioli").
Dall'età di 7-8 anni inizia ad interessarsi allo sport e nel 1920 s'iscrive al centro sportivo Angiulli di Bari (la Società Ginnastica Angiulli, tuttora esistente), praticandovi Pallacanestro; poco dopo entra a far parte della formazione calcistica dell'Ideale di Bari. Conteso da molte società sportive baresi, dagli inizi degli anni trenta svolge anche il ruolo di arbitro regionale e nazionale per varie discipline e ricopre vari incarichi sportivi (tra cui anche direttore tecnico della Nazionale di pallavolo maschile dell'Italia).
Nel 1939 è professore di educazione fisica all'istituto Gimma di Bari.
Viene ricordato come una persona umile, sobria e onesta ma anche concreta, pignola e molto preparata sul lavoro.

## Carriera

### Calcio
Fu portiere titolare dell'Ideale negli anni di maggior prestigio per il club nero-verde, con cui raggiunse due volte il girone semifinale di Prima Divisione (nelle stagioni 1922-23 e 1923-24).
Negli anni duemiladieci, su iniziativa congiunta dell'Unione Nazionale Veterani dello Sport e del comune di Bari gli viene intitolata una delle salite dello Stadio San Nicola.

#### Statistiche

##### Presenze e reti nei club[3]
| Stagione        | Club            | Campionato      | Campionato | Campionato |
| Stagione        | Club            | Comp            | Pres       | Reti       |
| --------------- | --------------- | --------------- | ---------- | ---------- |
| 1922-1923       | Ideale          | 1D              | 11         | -?         |
| 1923-1924       | Ideale          | 1D              | 16         | -24        |
| 1924-1925       | Ideale          | 1D              | 10         | -10        |
| Totale carriera | Totale carriera | Totale carriera | 37         | -34-       |

### Pallacanestro[1]
- Arbitro regionale e nazionale per la Federazione Italiana Pallacanestro (1930-?);
- Direttore tecnico del Comitato regionale pugliese per la Federazione Italiana Pallacanestro (1932-1936);
- Arbitro benemerito per la FIP (1932-?).

### Ginnastica[1]
- Giudice sportivo regionale pugliese Federazione Italiana di Ginnastica.

### Pallavolo[1]
- Direttore tecnico della Nazionale di pallavolo maschile dell'Italia;
- arbitro nazionale FIPAV.

Fu inoltre arbitro regionale O.N.D. per il tiro alla fune.